# Ubaldo Martínez
Ubaldo Martínez (Montevideo, 16 de mayo de 1909-Buenos Aires, 24 de diciembre de 1977) fue un actor uruguayo que desarrolló la mayor parte de su carrera en el cine y televisión argentinos.
Se inició en el circo como limpiador de jaulas de leones. Comenzó su carrera artística hacia fines de los años 1940, filmando con varios de los directores más importantes de la época, entre ellos Lucas Demare; sin embargo, no cobraría verdadera notoriedad hasta su protagonismo en Alto Paraná, de Catrano Catrani, sobre guion original de Velmiro Ayala Gauna. 
Su interpretación del comisario don Frutos Gómez tuvo enorme éxito, y tres años más tarde repitió el papel en Don Frutos Gómez, esta vez bajo la dirección de Rubén Cavallotti. Durante los años 1960 sería una presencia familiar en las pantallas grande y chica; tuvo gran audiencia en Mis hijos y yo, con guion de Hugo Moser. Participó también en los ciclos de teatro y cine más académicos impulsados por Francisco Petrone en el Canal 7, compartiendo cartel con José Cibrián, Pepe Soriano y Ana María Campoy. En los años 1970 continuó su carrera hasta poco antes de morir a los 68 años de edad, víctima de un cáncer de pulmón.

## Filmografía
- La frontera olvidada (1969)
- Crecer de golpe (1977)
- Un mundo de amor (1975)
- La Mary (1974)
- Hipólito y Evita (1973)
- Adiós Alejandra (1973)
- La pandilla inolvidable (1972)
- Estoy hecho un demonio (1972)
- Vuelvo a vivir, vuelvo a cantar (1971)
- Una cabaña en la pampa (1970)
- Un elefante color ilusión (1970)
- Pimienta y pimentón (1970)
- Amalio Reyes, un hombre (1970)
- Las aventuras de Marcelo (1969)
- El novicio rebelde (1968) .... Pedro Gregorio
- El derecho a la felicidad (1968) .... Don Andrés
- Ya tiene comisario el pueblo (1967) .... Lorenzo Paniagua
- ¡Al diablo con este cura! (1967) .... Monseñor Ramón Maciel
- ¡Esto es alegría! (1967) .... Comodoro Valdez
- Pimienta (1966)
- Buenos Aires, verano 1912 (1966)
- Ritmo nuevo y vieja ola (1965)
- Convención de vagabundos (1965)
- Bicho raro (1965)
- Esta noche mejor no (1965)
- Buenas noches, Buenos Aires (1964)
- Los evadidos (1964)
- El demonio en la sangre (1964)
- Barcos de papel (1963)
- La familia Falcón (1963)
- La fin del mundo (1963)
- Dar la cara (1962)
- El último piso (1962)
- El televisor (1962)
- Misión 52 (1962)
- Libertad bajo palabra (1961)
- Tiernas ilusiones (1961)
- Don Frutos Gómez (1961)
- Álamos talados (1960)
- El negoción (1959)
- Evangelina (1959)
- Alto Paraná (1958) .... Don Frutos Gómez
- Sección desaparecidos (1956)
- Sangre y acero (1956)
- Música, alegría y amor (1955)
- El curandero (1955)
- Barrio gris (1954)
- Sucedió en Buenos Aires (1954)
- Intermezzo criminal (1953)
- Fin de mes (1953)
- Dock Sud (1953)
- Bárbara atómica (1952)
- Historia del 900 (1949)

## Televisión
1. Me llaman Gorrión (1972) Serie .... Silvio
2. Mis hijos y yo (1964) Serie
3. La familia hoy duerme en casa (Tío Silvestre, 1970/71) Serie